# Honda N-ONE
El Honda N-ONE (ホンダ・N-ONE, Honda Enu Wan) és un automòbil lleuger o kei car produït pel fabricant d'automòbils japonés Honda des de l'any 2012.
Hereu històric del Honda N360, l'N-ONE forma part de la renovada gama kei de Honda, la sèrie N. Temporalment, l'N-ONE substueix al Honda Zest com a berlina bàsica de la marca.

## Primera generació (2012-2020)

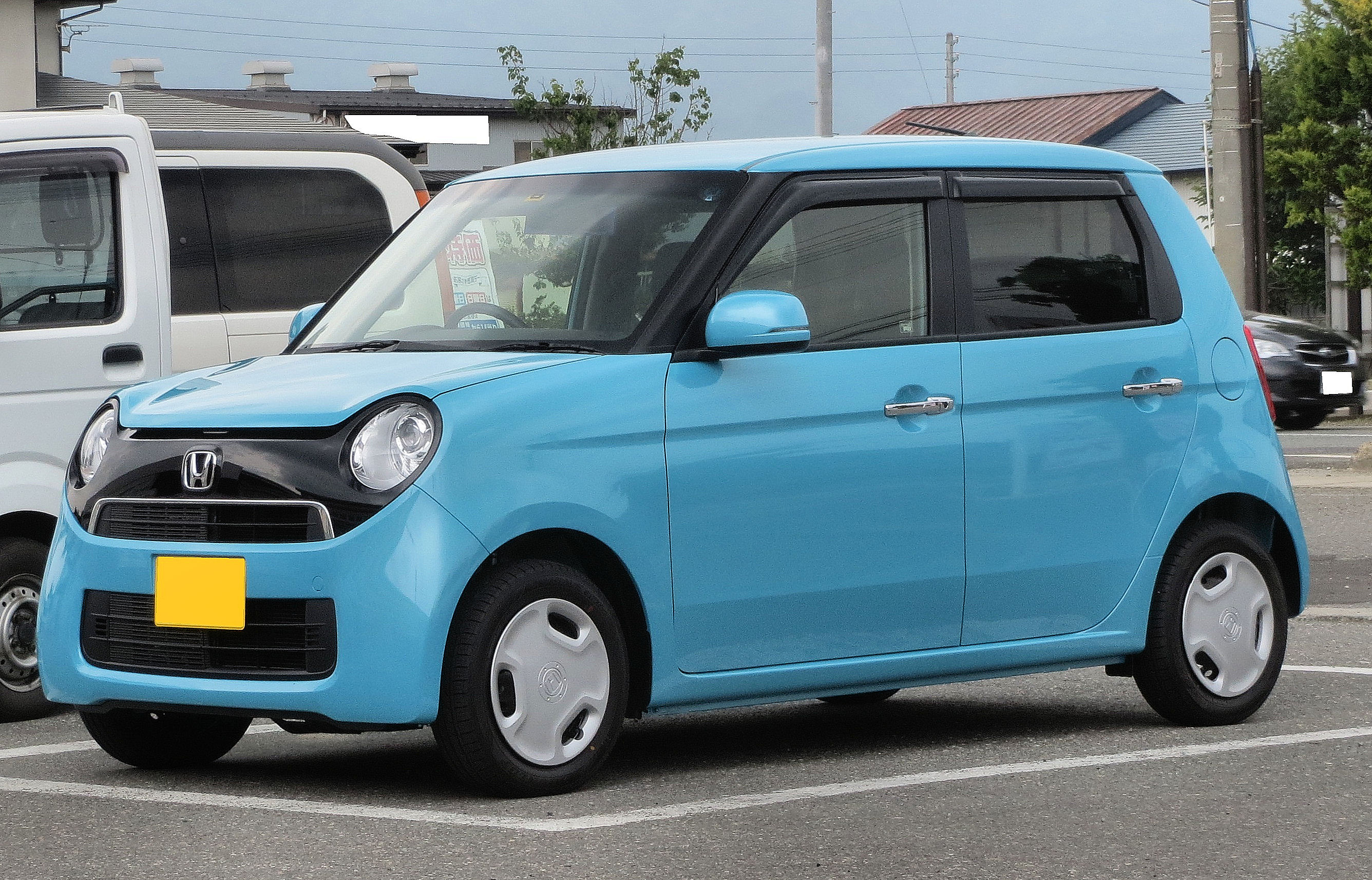
N-ONE G (L Package)

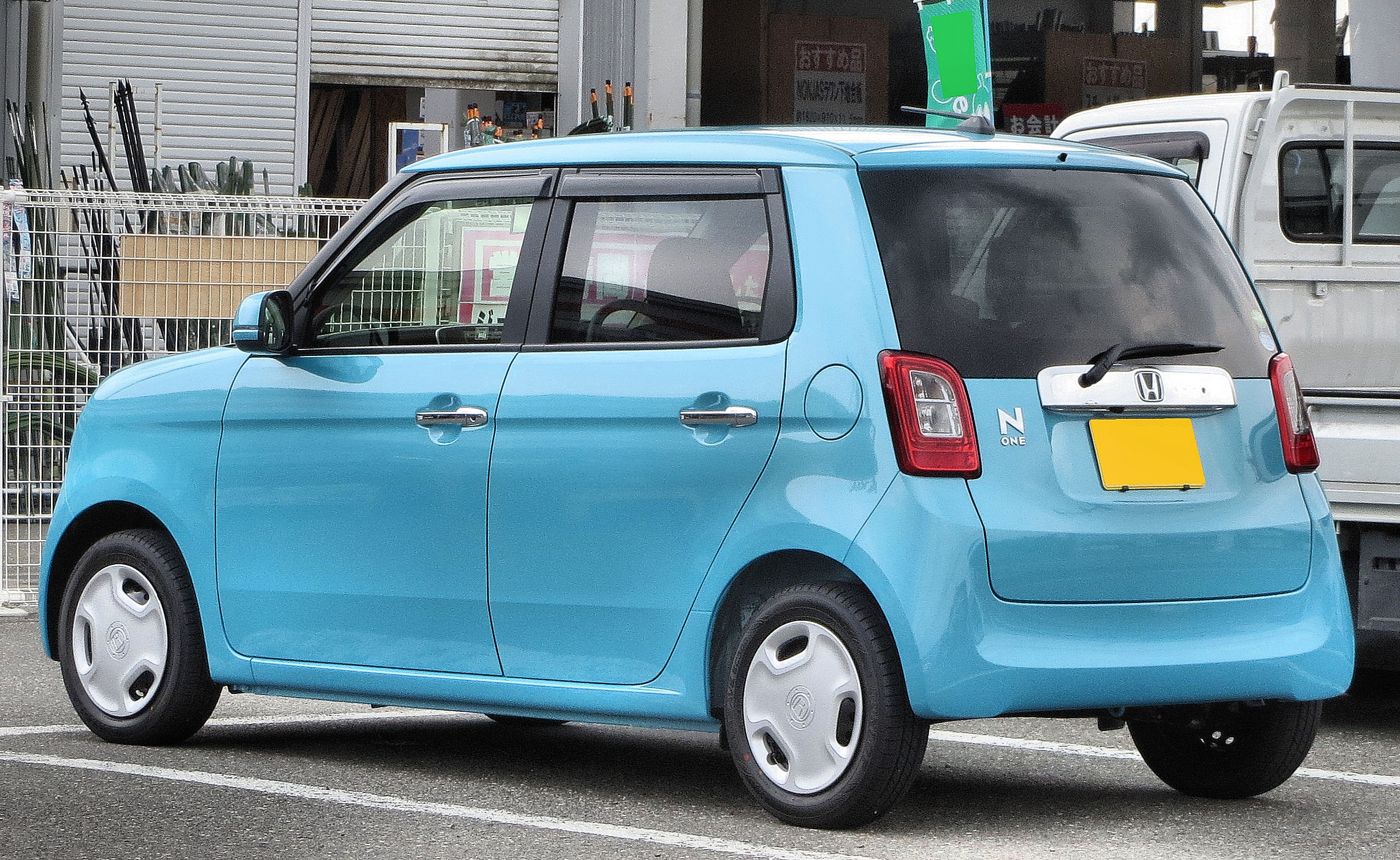
N-ONE G (L Package)

La primera generació del Honda N-ONE fou presentada com a prototip al Saló de l'Automòbil de Tòquio de 2011 i, només un any després, al novembre de 2012 va començar la seua comercialització. Després de l'introducció del Honda N-BOX l'any anterior, l'N-ONE fou el segon integrant de la renovada gama kei de Honda, la sèrie N. L'N-ONE és considerat el successor del Honda Zest a la categoria de les berlines kei.
L'N-ONE equipa la mateixa motorització que el Honda N-BOX, el motor S07A de tres cilindres en línia i 658 centímetres cúbics atmosfèric o amb turbocompressor. Disposà d'una única transmissió CVT i, com es costum als kei car, podia dur tracció al davant o a les quatre rodes.
Inicialment, entre 2012 i 2014, el model comptà només amb dos nivells d'equipament: l'"Standard", amb motor atmosfèric i el "Premium" amb turbo. Més tard, a partir de 2015 començaren a aparèixer sub-nivells als dos nivells inicials. Finalment, a partir de 2017 es van afegir nous nivells: el "Select" i l'"RS". Entre els anys 2015 i 2017 va haver-hi una versió esportiva anomenada "Modulo X".
La producció de la primera generació va aturar-se el març de 2020 i, un mes després, passà el mateix amb la comercialització del model, donant pas així a la segona generació de l'N-ONE.

## Segona generació (2020-)

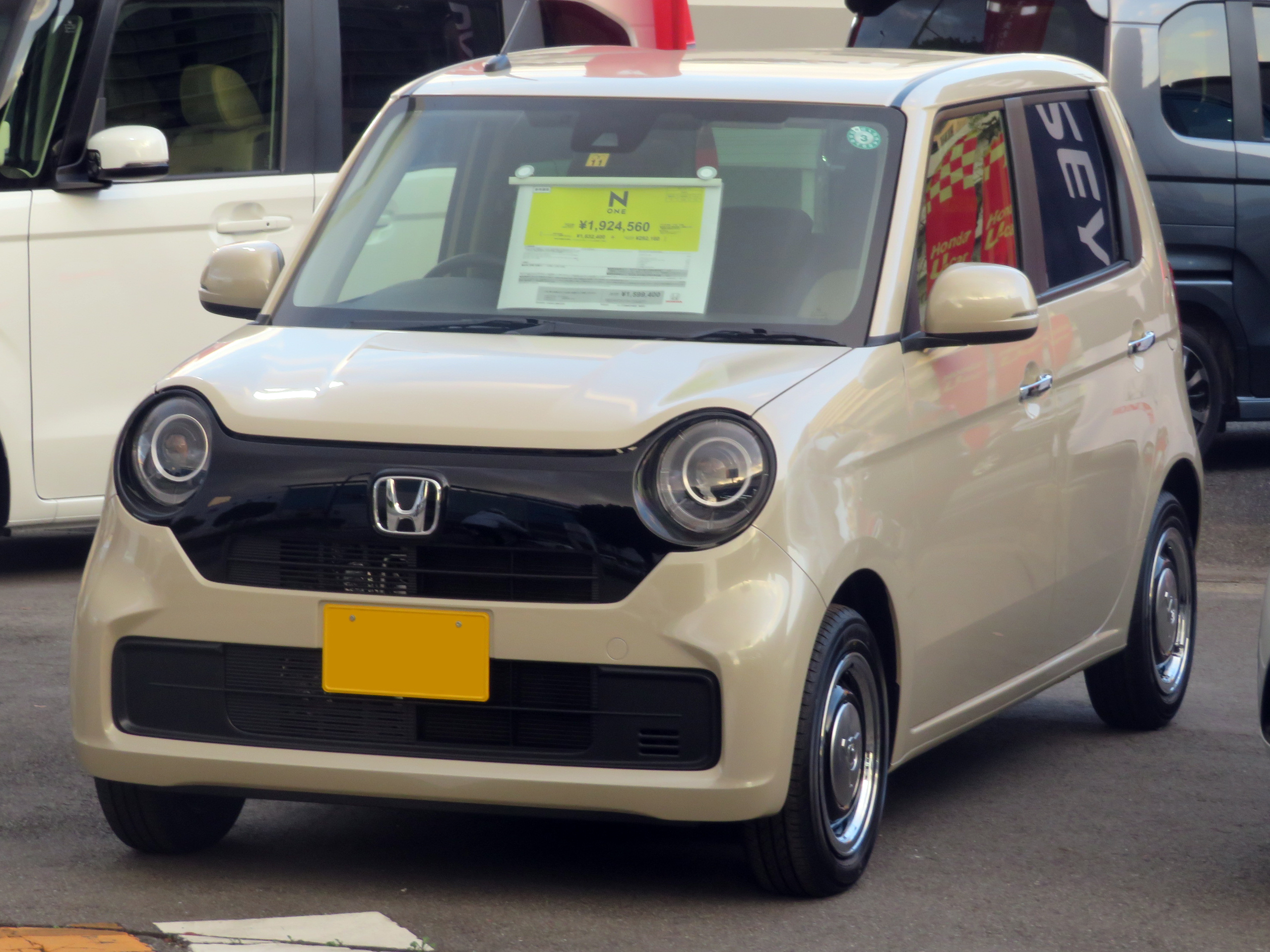
N-ONE Original 2WD

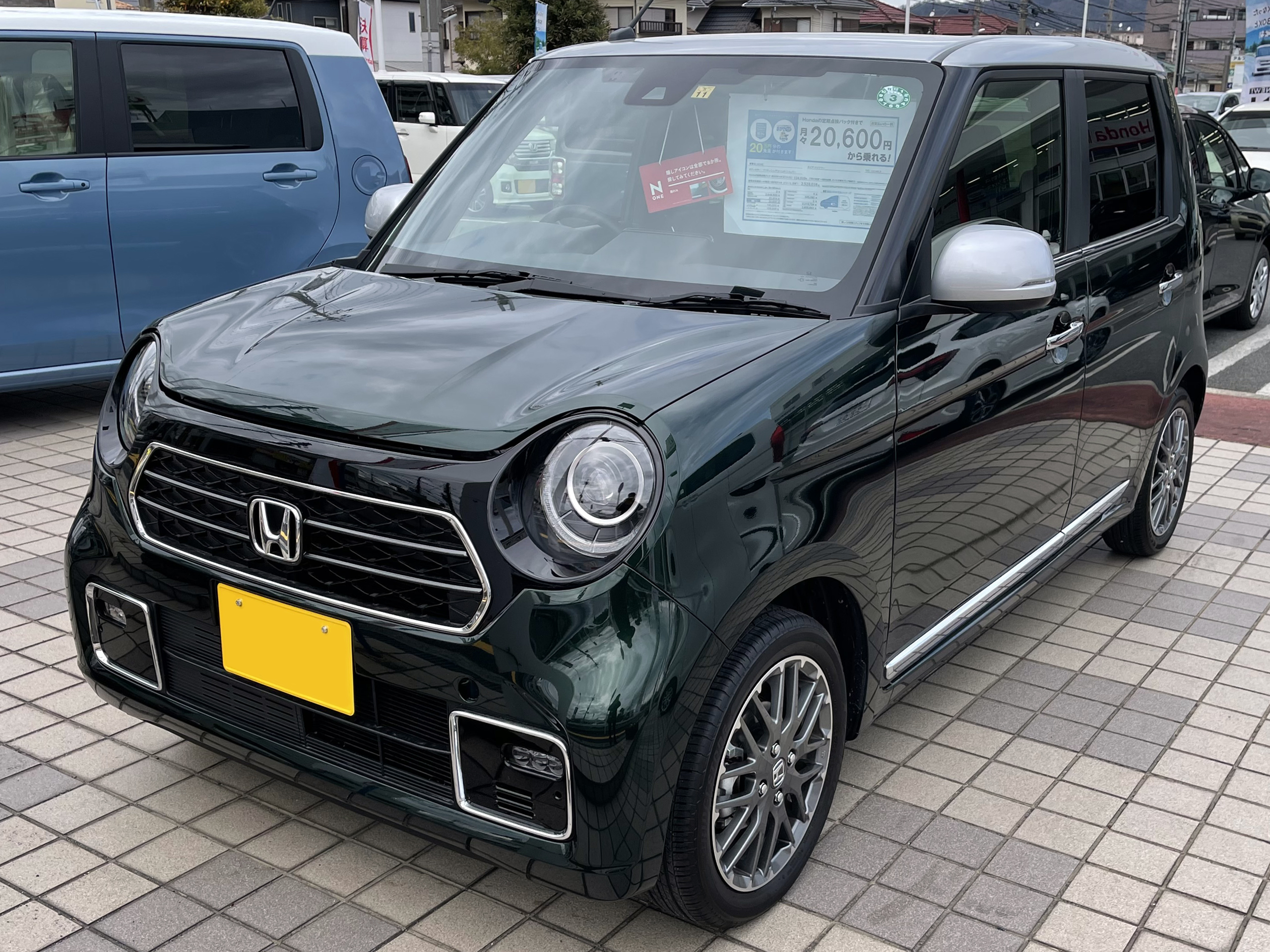
N-ONE Premium Tourer 2WD

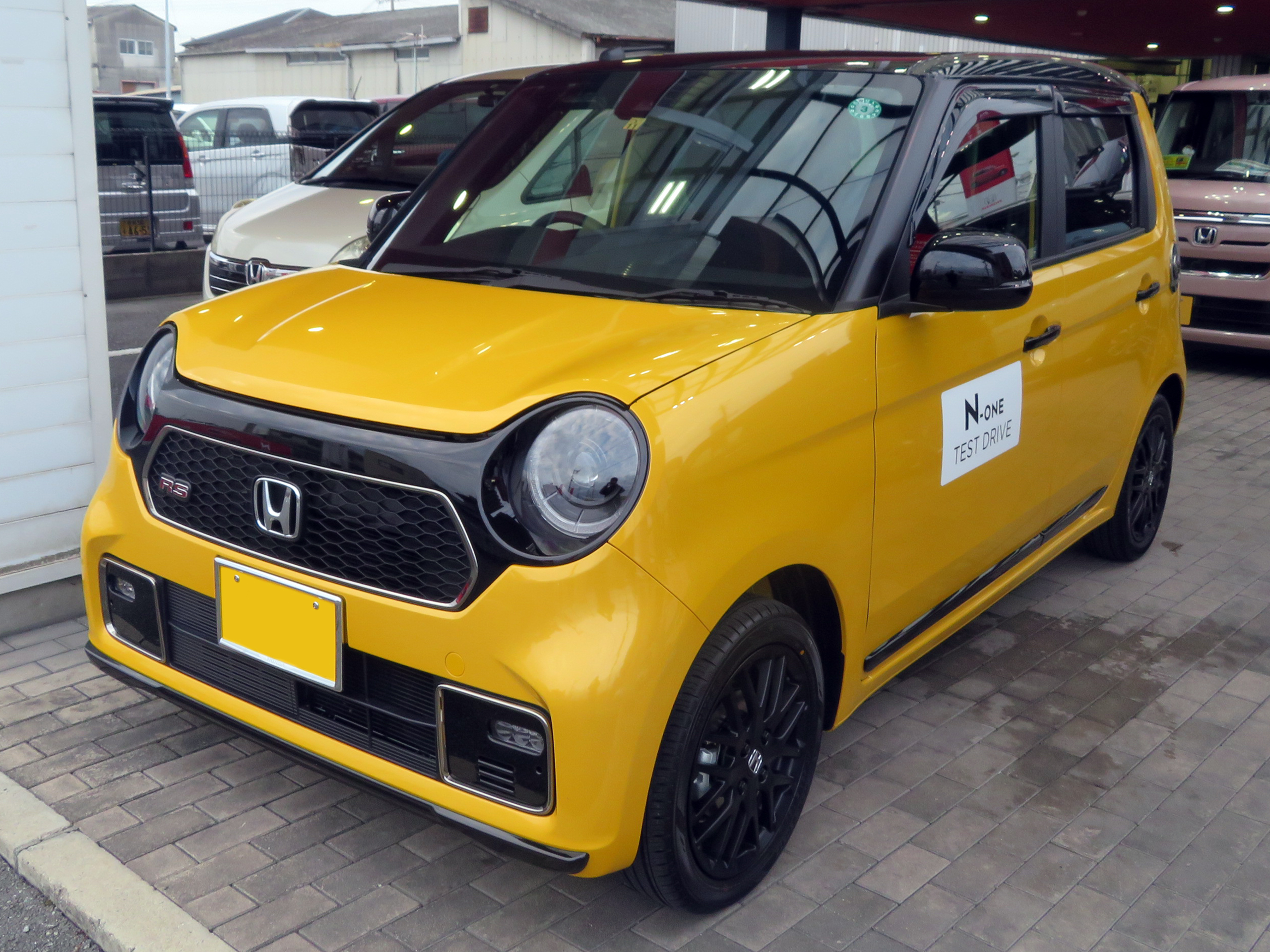
N-ONE RS

La segona generació del Honda N-ONE va eixir al mercat el 20 de novembre de 2020. El prototip d'aquesta generació fou presentat el gener de 2020 al Saló de l'Automòbil de Tòquio. Els nivells incials d'equipement foren "Original", el més bàsic; "Premium" i "Premium Tourer", els més luxosos i "RS", de caràcter esportiu.
L'any 2021, la segona generació de l'N-ONE va guanyar el Premi al Millor K-Car de l'Any.
La mecànica d'aquesta segona generació és pràcticament idèntica a la de la primera generació, equipant el motor S07B, una evolució del S07A. El nou motor tricilíndric DOHC de 658 centímetres cúbics millora les dades d'emissions i consums de la primera generació. El motor ser atmosfèric o amb turbocompressor. No obstant això, a diferència de la primera generació que només equipava una transmissió CVT, aquesta segona també pot equipar una transmissió manual de 6 velocitats, tot i que només disponible a la versió esportiva "RS". Com és costum als kei car, el cotxe pot tindre opcionalment tracció al davant o a les quatre rodes. Totes les unitats inclouen frens de disc a les quatre rodes de sèrie. Aquesta nova generació ha incorporat el sistema de seguretat "Honda Sensing" com a tots els altres models de la sèrie N.